# Enrique XIV de Reuss-Greiz
Enrique XIV de Reuss-Greiz (en alemán, Heinrich XIV. Reuß zu Greiz; Greiz, 6 de noviembre de 1749-Berlín, 12 de febrero de 1799) fue un embajador de Austria en Prusia.

## Biografía
Enrique XIV fue el hijo menor del príncipe Enrique XI de Reuss-Greiz y de su primera esposa, la condesa Conradina de Reuss-Köstritz.
Aunque Enrique XIV llevaba el título de príncipe, porque su padre había sido elevado a categoría de príncipe imperial con el honor que a todos sus descendientes varones se les permitió asumir el título de príncipe, el príncipe titular de Reuss-Greiz era su hermano mayor, Enrique XIII de Reuss-Greiz.
Debido a los excelentes contactos de su familia con la familia imperial, Enrique XIV fue nombrado mariscal de campo y embajador de Austria ante Prusia. 
Enrique frecuentaba el salón berlinés de Sara von Grotthuss, donde conoció a su hermana, María Ana Mayer (1775/76-1812). Se casó con ella en Königsbrück en 1797 en secreto y en matrimonio morganático. A su muerte, fue creada por el emperador Francisco II, señora de Eybenberg y más tarde fue una amiga cercana de Johann Wolfgang von Goethe. El matrimonio no tuvo hijos.